# Raikou
Raikou is een fictief wezen uit de Pokémon-anime en spelwereld. Het is een legendarische Pokémon uit de Johto-regio van het type Electric. Hij behoort tot het trio van Legendarische Beesten. Raikou is een gele, tijgerachtige Pokémon.

## Het Beest van de Donder
Raikou is een van de drie legendarische Beest-Pokémon in de tweede generatie van de Pokémonfranchise, samen met Entei en Suicune, die omkwamen in het vuur van de Burnt Tower (Verbrande Toren). Ho-Oh blies de drie nieuw leven in.

## Krachten en vaardigheden
Raikou's speciale vaardigheid is druk.